# Pavel Floss
Pavel Floss (* 22. září 1940, Olomouc) je český filosof, komeniolog a historik filosofie, profesor na Univerzitě Palackého v Olomouci a na Univerzitě Hradec Králové. Zabývá se hlavně středověkou a renesanční filosofií a vztahem současné filosofie k ontologii a náboženství.

## Život
Po maturitě v Olomouci studoval v letech 1957–1962 na FF UK v Praze historii u F. Kavky a J. Polišenského a filosofii u J. Peškové a M. Sobotky. Od roku 1962 pracoval v Muzeu J. A. Komenského v Přerově a v letech 1971–1981 v Uherském Brodě, kde organizoval komeniologické konference a redigoval časopis Studia comeniana et historica. Zároveň pořádal s bratrem Karlem bytové filosofické semináře. Roku 1972 obhájil doktorát filosofie a v letech 1986–1990 učil dějiny umění v Uherském Hradišti. Od roku 1990 přednáší filosofii na UP v Olomouci, 1991 se habilitoval a roku 1994 byl jmenován profesorem. Je členem Société pour l'étude de la philosophie médiévale v Lovani a spolupracuje s Institut für die cusanische Forschung v Trevíru. Je předsedou redakční rady časopisu Studia comeniana et historica a napsal několik divadelních her.

## Myšlení
Vyšel z novotomistické školy, silně ho ovlivnili katoličtí myslitelé kolem Druhého vatikánského koncilu (Karl Rahner, Johann Baptist Metz) a v 70. letech zejména Michel Foucault, Thomas Kuhn a německý fenomenolog Heinrich Rombach. Z domácích autorů byli pro jeho vývoj významní J. L. Fišer, Jan Patočka, Robert Kalivoda, Stanislav Sousedík a Zdeněk Neubauer. Věnoval se hlavně dějinám starší filosofie od středověku po raný novověk, zejména dílu J. A. Komenského a Mikuláše Kusánského, vztahu filosofie a výtvarného umění, filosofické etice a vztahu postmoderny k metafyzické tradici a filosofické antropologii. Vydal také několik syntetických prací o dějinách a kultuře Evropy s velmi širokým záběrem a začal vydávat široce koncipované Cesty evropského myšlení.
Ve vývoji evropského myšlení nachází dlouhodobý proces „zbožštění světského“, který jako výsledek setkání antického vědění a židovsko-křesťanské tradice nakonec vedl ke vzniku moderní vědy i demokracie. Důležitým průvodcem v tomto zkoumání je jak umění a věda, tak také náboženství. Člověk je podle Flosse „homo metaphysicus“, a budování nové ontologie bude hlavním filozofickým úkolem 21. století. Předpokladem je kritická revize dosavadních dějin metafyziky a ontologie, ovšem bez apriorního zaujetí proti metafyzice.

## Dílo
- Labyrint srdce a ráj světa: obrazy doby, života a díla Jana Amose Komenského. Praha: Fénix 1992
- Od počátků novověku ke konci milénia. Brno: Vetus Via 1998
- Mikuláš Kusánský: život a dílo renesančního filosofa, matematika a politika. Praha: Vyšehrad 2001
- Cesty evropského myšlení 1. Architekti křesťanského středověkého vědění. Praha: Vyšehrad 2004
- Poselství J.A. Komenského současné Evropě. Brno: Soliton 2005
- Meditace na rozhraní epoch. Brno: CDK 2012